# Torchio da pasta

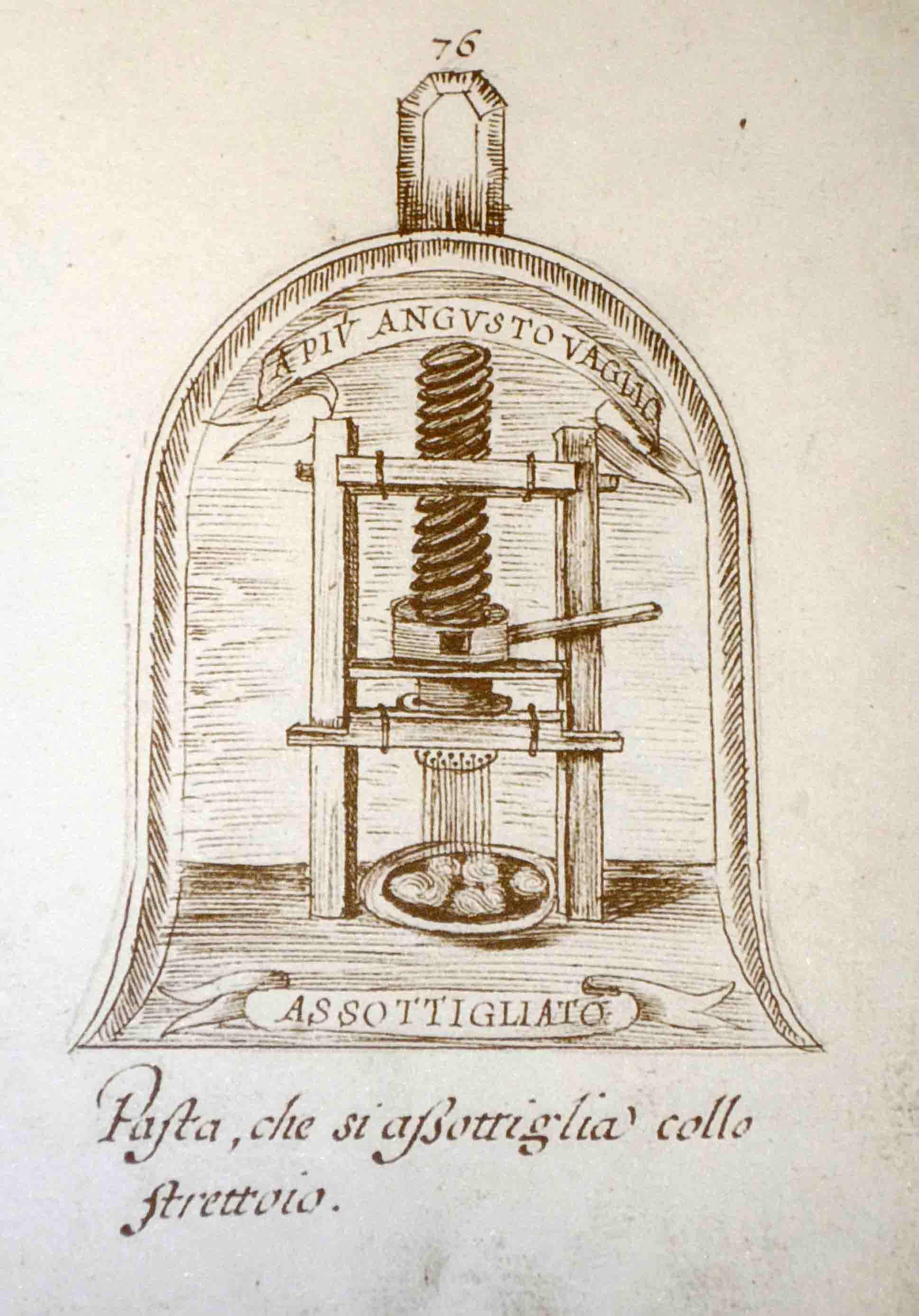
Disegno del torchio raffigurato in una pala dell’Accademia della Crusca, 1638

Il torchio da pasta è una macchina utilizzata per la produzione casalinga, artigianale e industriale di pasta alimentare tramite trafilatura.

## Torchio artigianale
Sul finire del Cinquecento, l'invenzione del torchio attraverso la trafilatura permise ad un'ampia varietà di formati di pasta - fino allora fatta con la sola forza delle mani - di devenire un prodotto industriale.
Sullo scorcio del XVII secolo, a Napoli e nel suo circondario, grazie a suo utilizzo (chiamato in napoletano 'ngegno da maccaruni) la pasta poté essere accessibile ai più bisognosi.

### Descrizione
I primi torchi erano costruiti quasi completamente in legno, eccetto l'interno della campana (camera di estrusione) e le trafile in bronzo. Il suo pistone a vite era azionato da una lunga pertica che uno o più pastai manovravano. L’innovazione tecnologica porta prima a introdurre la vite in metallo, e poi tutta la pressa fu realizzata interamente in metallo. E intorno alla metà del Ottocento apparvero i primi torchi idraulici.

### Riferimento letterario
Nella fabbricazione delle paste alimentari l'esistenza del torchio è attestato e citato per la prima volta, nel 1549, come “ingegno per li maccheroni” da Cristoforo di Messisbugo al paragrafo che elenca le masserizie da cucina del suo Libro nuovo nel qual s'insegna il modo d'ordinar Banchetti …
Nel 1638, su una delle famose pale della collezione dell'Accademia della Crusca viene rappresentato un torchio da pasta. Designato a penna da Niccolò Cini, la tavola porta il motto “A più angusto vaglio assottigliato”.
Nel 1654, il torchio fa parte dell'albero genealogico dei maccheroni nel poema burlesco Della discendenza e nobiltà de maccheroni di Francesco De Lemene.
Il suo funzionamento è ben descritto ed illustrato nella Descriptions des arts et métiers du meunier, du vermicellier et du boulanger (1767) redatto da Paul-Jacques Malouin.
Nel suo poemetto giocoso I maccheroni (1773), oltre di raccontare che Pulcinella sognava solo questo piatto, Iacopo Vittorelli precisa che, mentre una volta la pasta si faceva a mano, i vari formati «ora li spreme il torchio e in più di dodici fogge diverse».

## Torchio casalingo
Di solito è fissato alla tavola o ad una specie di treppiede di legno. Nel mantovano viene utilizzato per produrre i bigoli, che generalmente vengono conditi con le sardelle (Bigoli con le sardelle).  E nel Veneto il “torcio bigolaro“ si trova ancora in molte case. Nell'Emilia-Romagna, la pasta (in genere tagliata corta) trafilata con il torcio si chiama gramigna.

## Galleria d'immagini

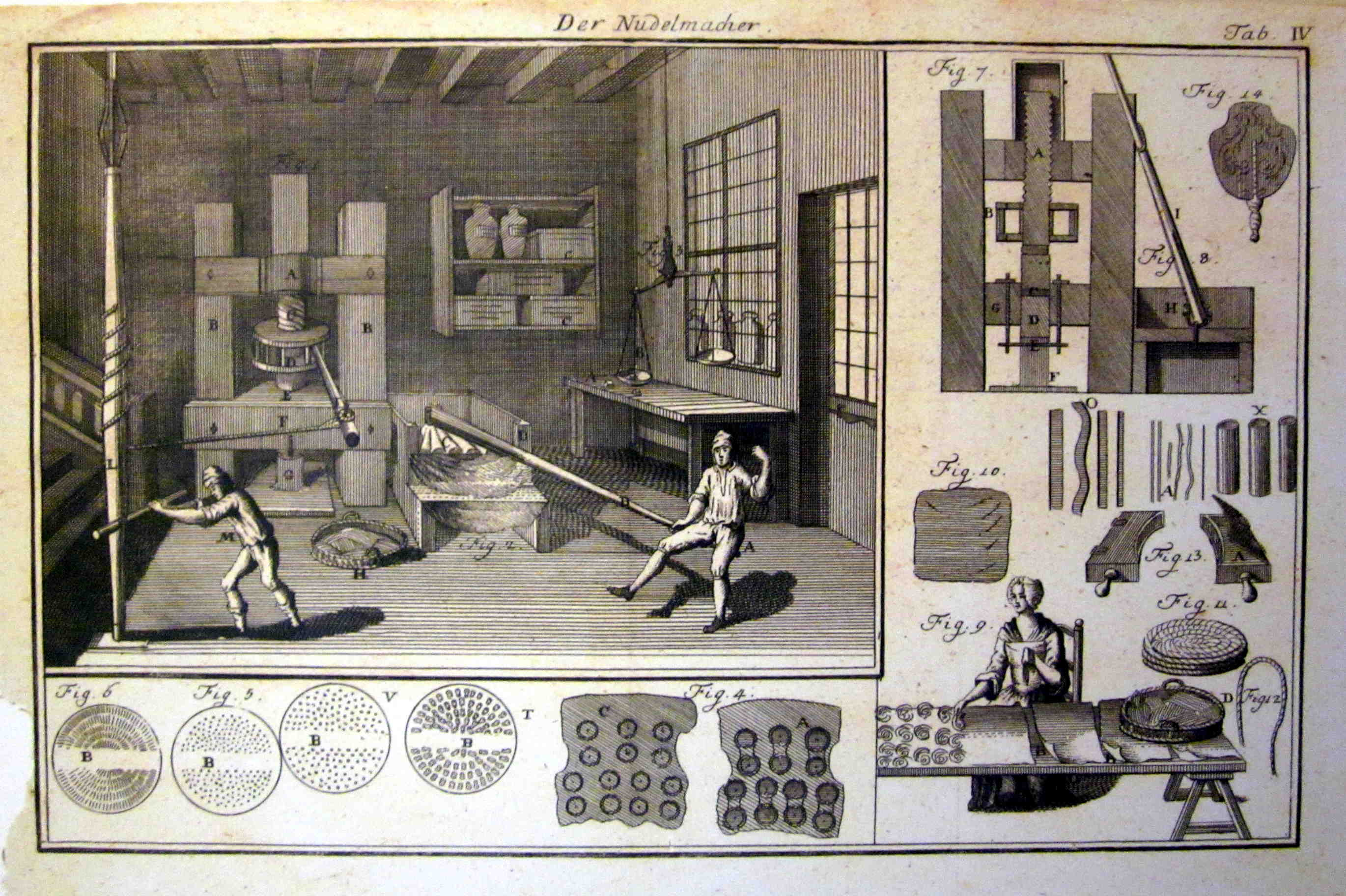
Produzione pastaria illustrata nella Descriptions des arts et métiers du meunier, du vermicellier et du boulanger (1767)
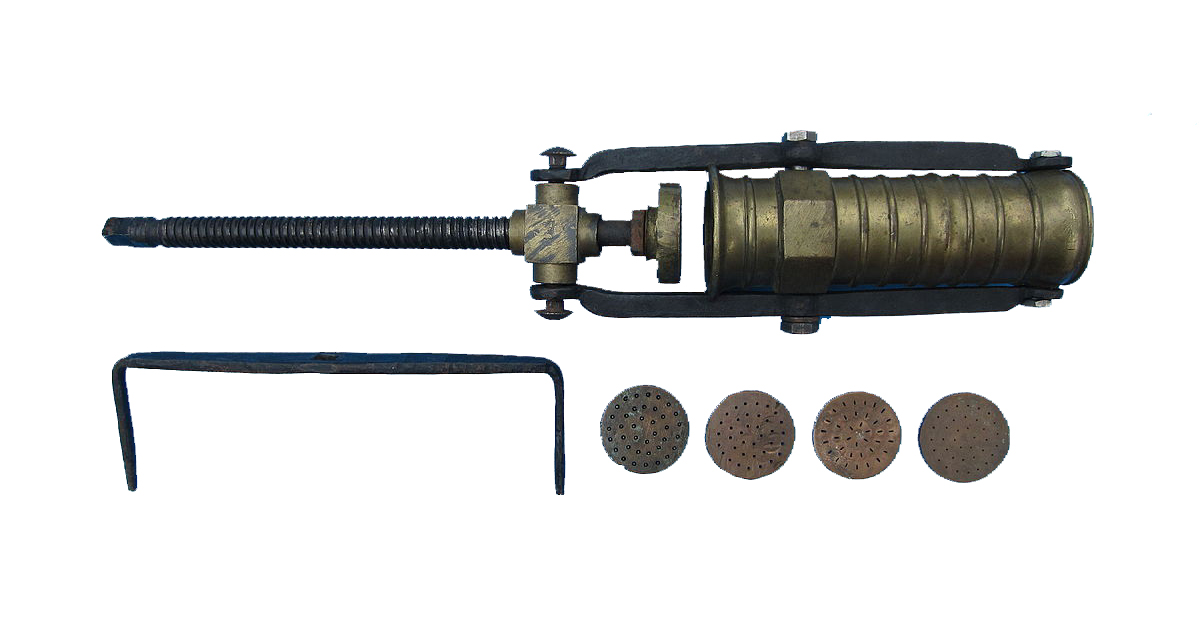
Un torchio vintage a mano detto “bigolaro”  corredato di quattro trafile
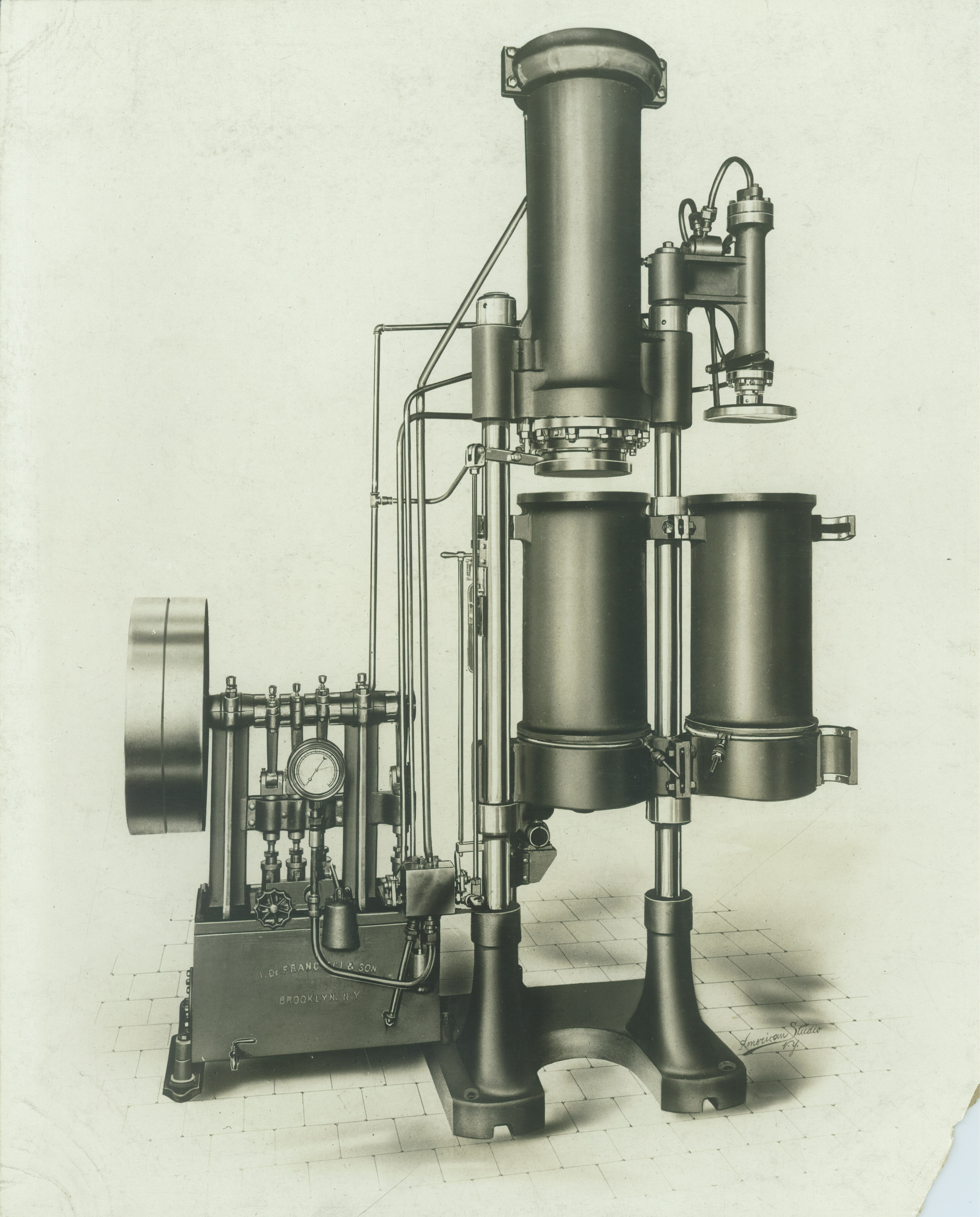
Torchio idraulico di ca. 1920 della ditta Demaco